# Hursuf
Hursuf (ukrainisch Гурзуф; russisch Гурзуф/Gursuf, krimtatarisch Gurzuf) ist eine Siedlung städtischen Typs und Kurort an der Südküste der Krim.
Verwaltungstechnisch gehört die Siedlung zur südwestlich gelegenen Stadt Jalta in der Autonomen Republik Krim. Ebenfalls zur Gemeindeverwaltung zählen die Siedlung städtischen Typs Krasnokamjanka/Краснокам'янка sowie die 3 Siedlungen Danyliwka (Данилівка), Linijne (Лінійне) und Partysanske (Партизанське).
Hursuf ist eine der ältesten Siedlungen der Krim. Die Byzantiner errichteten hier im 6. Jahrhundert die Festung Gursuwita.
Der damalige Statthalter Neurusslands Herzog de Richelieu ließ sich in Hursuf ein Anwesen mit Park anlegen. Im Jahr 1820 verbrachte der russische Dichter Alexander Puschkin hier drei Wochen. Dieser Aufenthalt soll ihn zu diesem Gedichtchen inspiriert haben: „Schön bist Du, Tauriens Gestade, wenn vor dem Schiff im Morgenstrahl du aufsteigst aus dem Meerespfade, wie ich dich sah zum ersten Mal“.
1881 kaufte der Unternehmer Pjotr Ionowitsch Gubonin das Anwesen und ließ in dem Park sieben Hotels, mehrere Brunnen und ein Restaurant bauen mit dem Ziel, aus Hursuf ein europäisches Seebad zu machen, so dass sich Hursuf zu einem beliebten Urlaubsort für Adelige entwickelte.
Der russische Schriftsteller Anton Tschechow kaufte 1900 in Hursuf ein Häuschen direkt am Meer, in dem er in seiner Jaltaer Zeit arbeitete. Heute ist dies eine Außenstelle des Tschechow-Museums in Jalta.
Der berühmte Ballett-Choreograf Marius Petipa verbrachte die letzten drei Jahre seines Lebens ab 1907 in Hursuf.
Schon zu Zeiten der UdSSR war Hursuf ein bekanntes und beliebtes Jugendferienzentrum. Das damalige Pionier-Lager Artek ist jetzt ein internationales Kinderzentrum, während das damalige Jugendlager Sputnik ein internationales Jugendferienzentrum geworden ist. Besonders erwähnenswert ist die Trolleybus-Linie durch Hursuf, die seit 1961 besteht und als längste der Welt gilt. Sie wird von der Gesellschaft Krymskyj trolejbus betrieben und verkehrt zwischen Simferopol, Aluschta und Jalta.

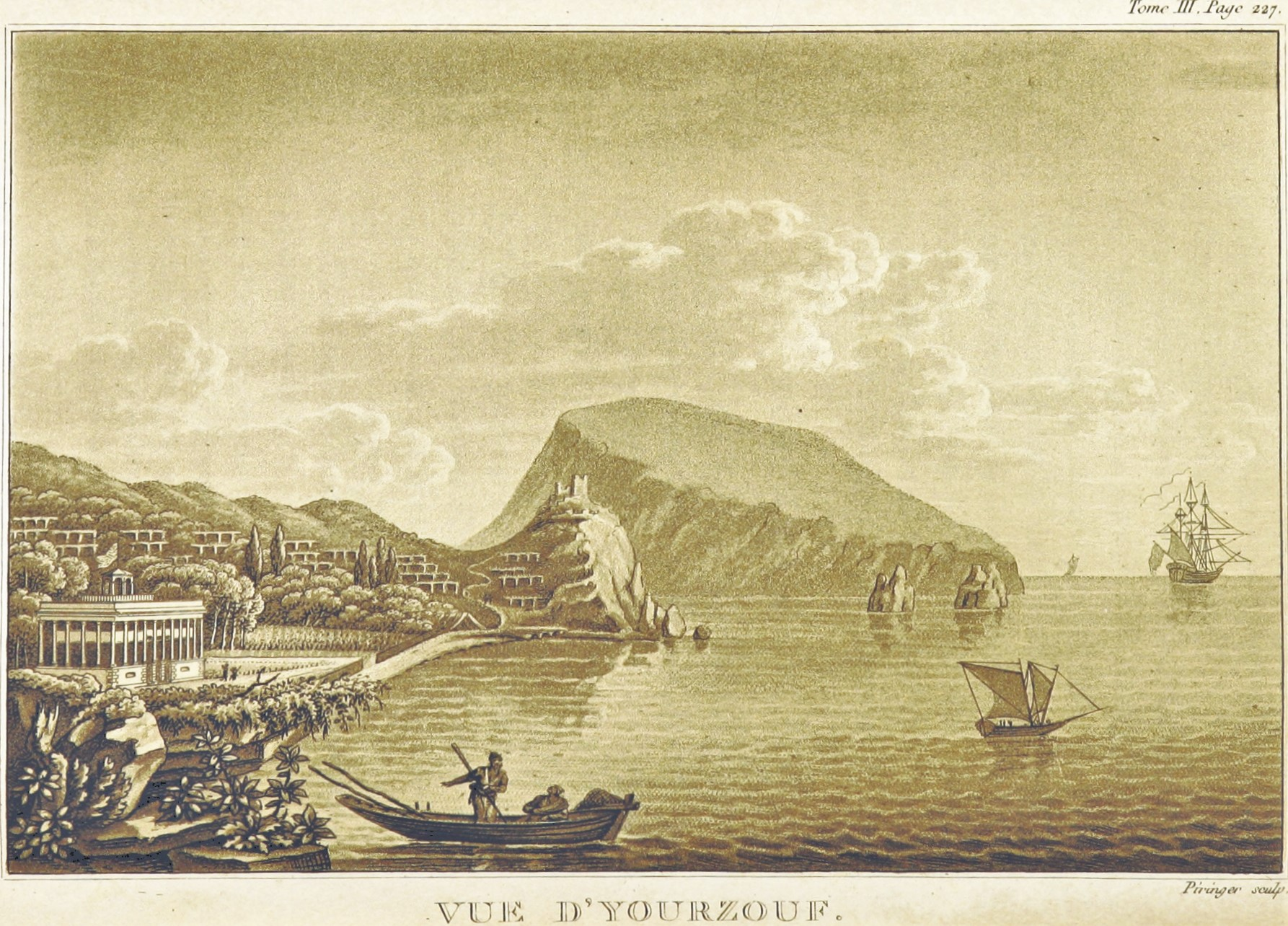
Blick auf Hursuf um 1820, als Alexander Puschkin im Ort weilte.
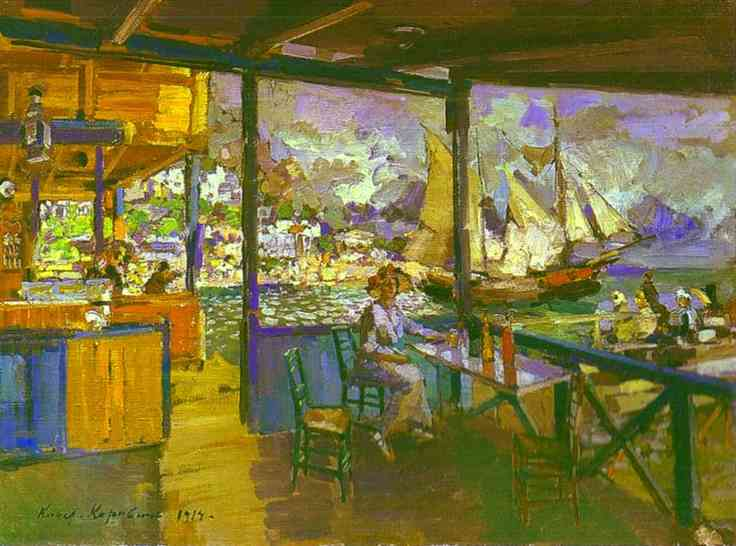
Hafendamm in Gursuf von Konstantin Korowin
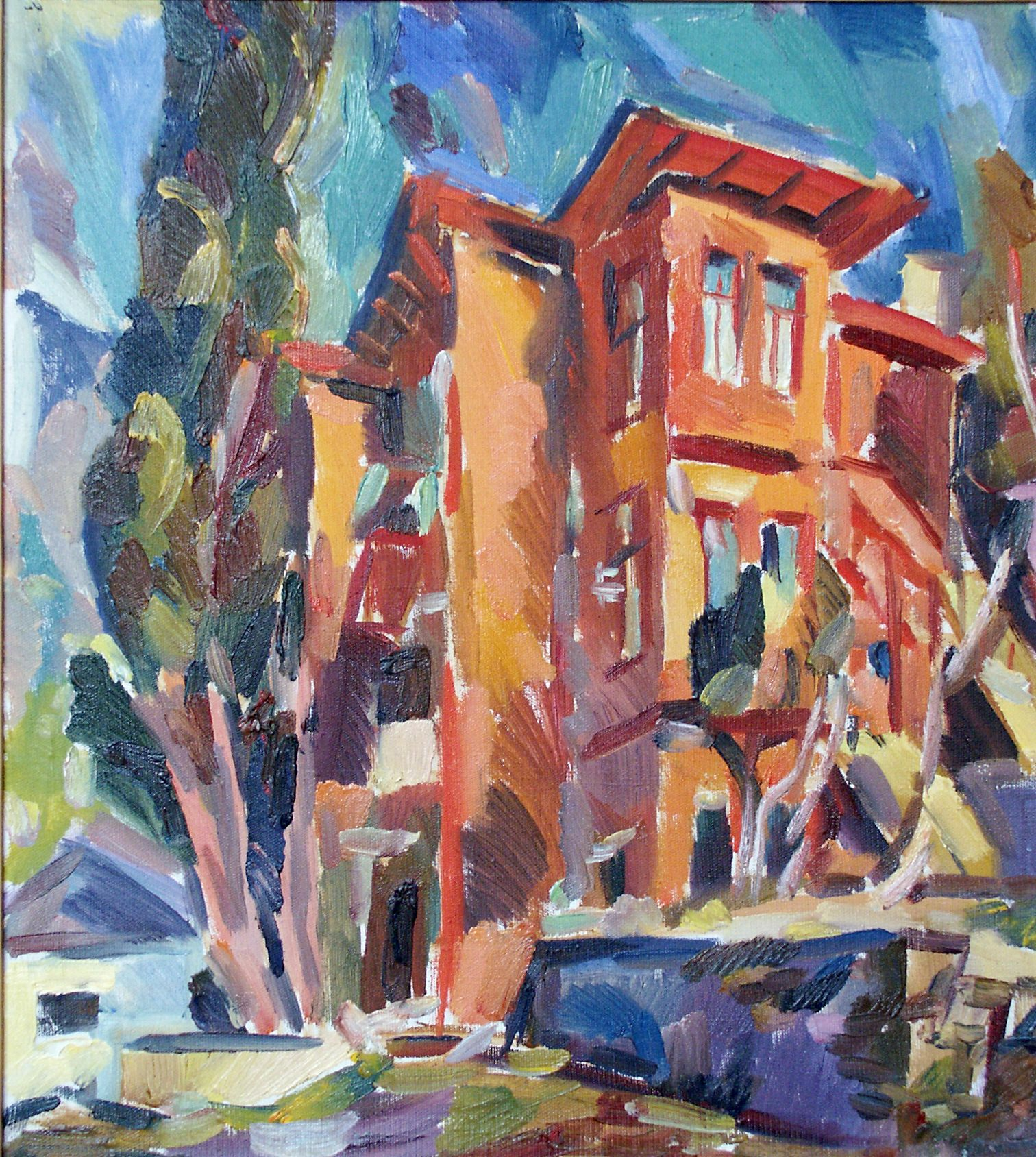
Das rote Haus in Gurzuf, 1988, von Irina Atykovna Azizyan
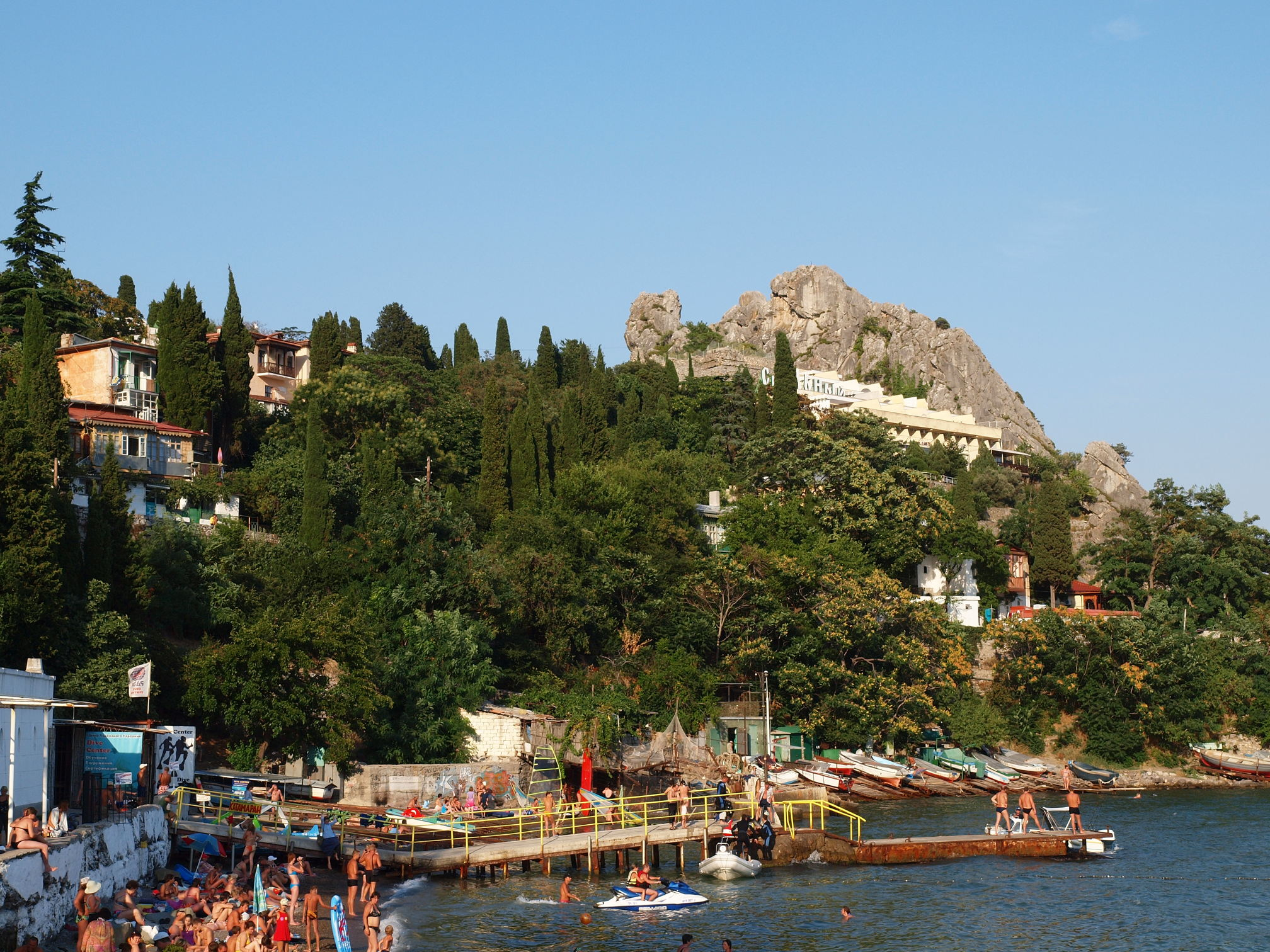
Strand von Hursuf
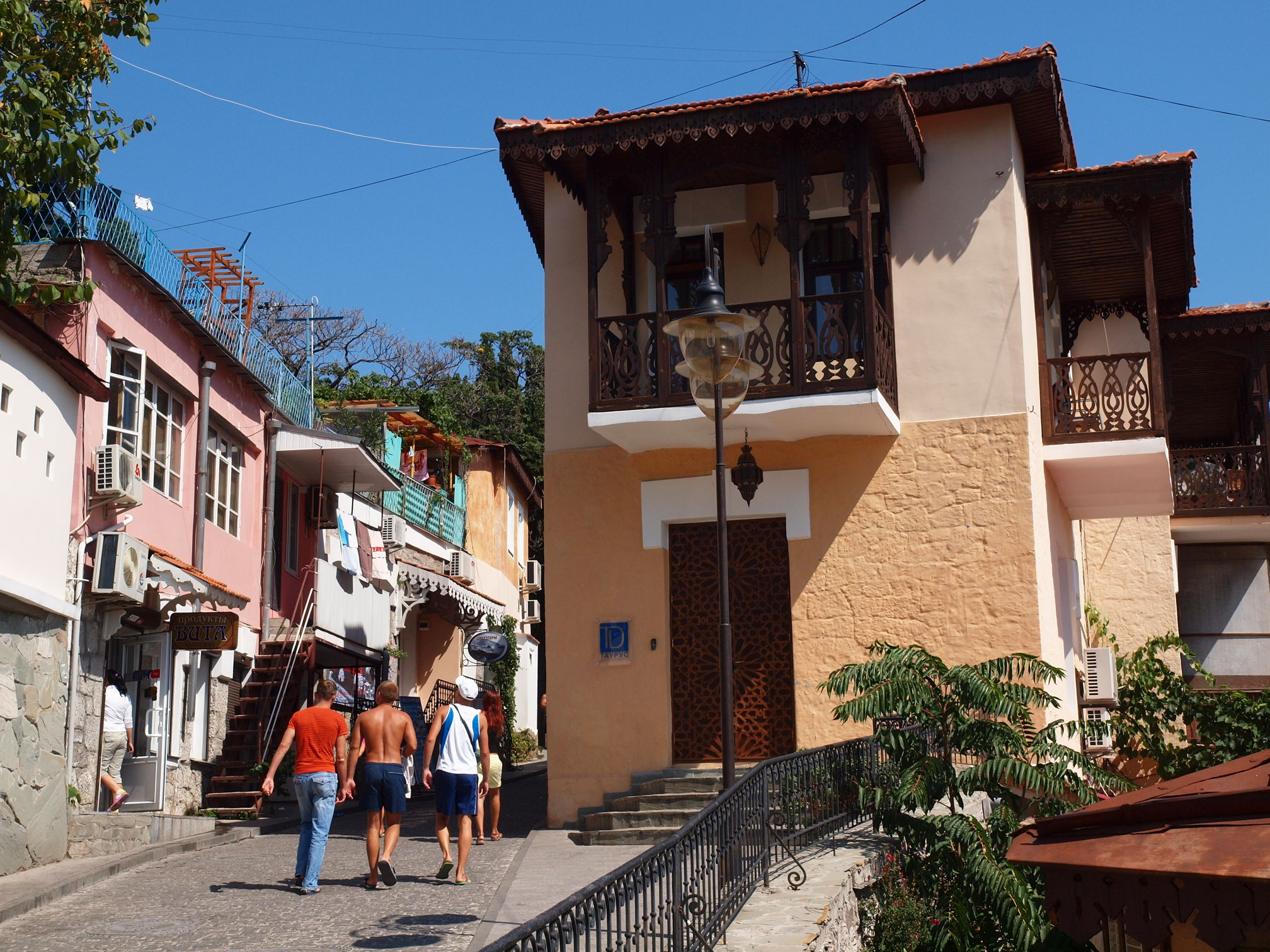
Straße in Hursuf auf der Krim